# La Trinité (Eure)
La Trinité ist eine französische Gemeinde mit 128 Einwohnern (Stand 1. Januar 2022) im Département Eure in der Region Normandie (vor 2016 Haute-Normandie). Sie gehört zum Arrondissement Évreux und zum Kanton Évreux-3. Die Einwohner werden Trinitains und Trinitaines genannt.

## Geografie
La Trinité liegt im Osten des Départements Eure, etwa neun Kilometer ostsüdöstlich des Stadtzentrums von Évreux. Umgeben wird La Trinité von den Nachbargemeinden Le Vieil-Évreux im Westen und Norden, Le Val-David im Osten und Südosten, Saint-Luc im Süden sowie Guichainville im Südwesten und Westen.

## Bevölkerungsentwicklung
| Jahr                       | 1962 | 1968 | 1975 | 1982 | 1990 | 1999 | 2006 | 2019 |
| Einwohner                  | 33   | 32   | 36   | 58   | 75   | 96   | 98   | 123  |
| Quellen: Cassini und INSEE |      |      |      |      |      |      |      |      |